# Bliesbruck
Bliesbruck település Franciaországban, Moselle megyében. Lakosainak száma 976 fő (2022. január 1.). Bliesbruck Reinheim, Blies-Ébersing, Gros-Réderching, Obergailbach, Wiesviller és Wœlfling-lès-Sarreguemines községekkel határos.

## Népesség
A település népességének változása:
| Lakosok száma | 918  | 965  | 915  | 1013 | 1006 | 1004 | 1017 | 1010 | 1007 | 976  |
|               | 1968 | 1982 | 1990 | 2006 | 2013 | 2015 | 2017 | 2019 | 2020 | 2022 |